# Joseph Martel
Joseph Edouard Ghislain Martel (Écaussinnes-Lalaing, 5 mei 1903 - La Hestre, 12 april 1963) was een Belgisch politicus en Waals militant.

## Levensloop
Beroepshalve bediende, werd Martel gemeenteraadslid (1932), schepen (1939-1940 en 1945-1946) en burgemeester (1947) van 's-Gravenbrakel. 
Van 1936 tot 1939 en van 1949 tot aan zijn dood was hij socialistisch (BWP/BSP) Kamerlid voor het arrondissement Zinnik. Tijdens de Tweede Wereldoorlog verbleef hij vijf jaar in Duitsland als krijgsgevangene.
Als volksvertegenwoordiger ondertekende hij samen met Georges Truffaut en François Van Belle in 1938 een wetsvoorstel tot grondwetsherziening in federalistische zin, geïnspireerd door Fernand Dehousse. Hij kwam in het verweer tegen het feit dat in Edingen geen rekening gehouden werd met de resultaten van de talentelling.
Martel zat de vergadering voor van socialistische verkozenen die in Saint-Servais bijeenkwamen en het verzoek formuleerden om aan Wallonië zelfbeschikkingsrecht te verlenen. Hij nam ook deel aan de samenkomsten van Jules Mahieu en van de Waalse concentratie.